# Ombre propre

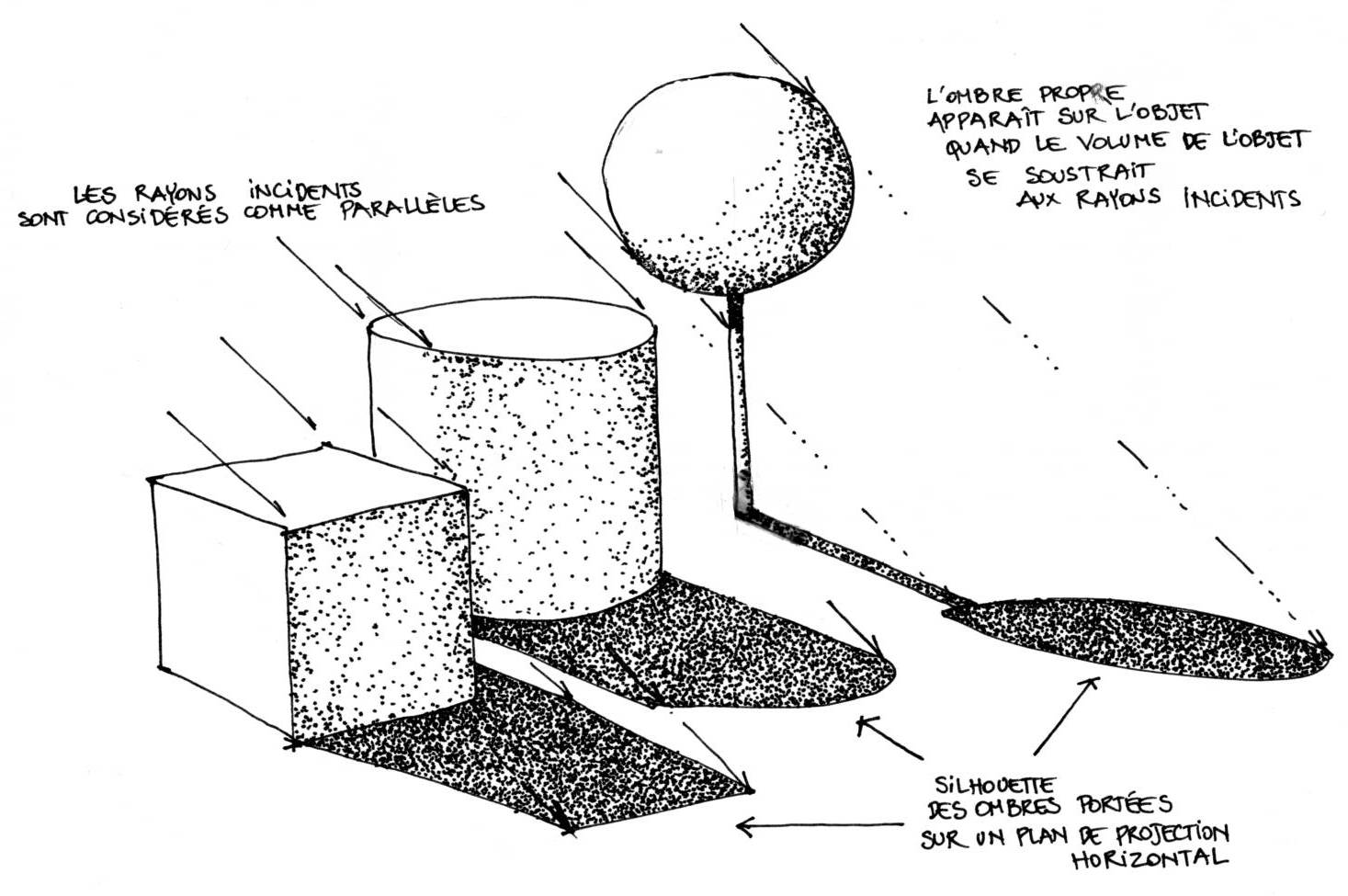
Ombre portée et ombre propre.

L'ombre propre d'un objet soumis aux rayons incidents d'une source lumineuse quelconque est reportée sur toutes les faces de cet objet qui sont soustraites aux rayons lumineux. 
Lorsqu'un objet opaque est dans la présence d'une source lumière, soit du soleil ou artificielle, une partie de cet objet est éclairée par les rayons lumineux, car cette partie est frappée par la source. L'autre partie est dans l'ombre; celle-ci est ce que l'on appelle l'ombre propre d'un objet.
Cette ombre est définie et limitée par la ligne séparatrice, qui est entre la lumière et l'ombre. Tous les points de cette ligne admettent les rayons comme des tangentes.
Pour un cône ou un cylindre, la ligne séparatrice est un couple de génératrices.
Une génératrice est une courbe ou une droite qui permet de définir une surface de révolution.
La ligne séparatrice n'est pas toujours continue. Par exemple, un objet composé d'un cylindre droit surmonté d'un cône admet une ligne séparatrice discontinue. 
De façon conventionnelle, en dessin technique, la valeur de l'ombre propre est moins dense (moins sombre) que la valeur de l'ombre portée.